# Alcsúti Arborétum Természetvédelmi Terület
Az Alcsúti Arborétum Természetvédelmi Terület majdnem 40 hektár terjedelmű, a Vértes hegység lábánál elterülő természetvédelmi terület. Az ország legértékesebb élőfagyűjteményeinek egyikeként van számon tartva. Az arborétum magját József nádor egykori kastélyának parkja képezi. A park Alcsútdobozhoz közeli  bejáratát 2010 körül áthelyezték egy kilométerrel távolabbra.

## Története
József nádor 1825-től telepítette ide a növényeket. A Schönbrunnból hazatérő kertész, Jámbor Vilmos tervezte meg angolkertet. Ez a terület előtte egy birkalegelő volt. Összesen három fa volt a kertben, ami most a kertben látható, az mind mesterséges telepítés. Egy olyan növényhonosítás is egyben, amely az országban egyedülálló. 300 olyan növényfajt ültettek el, ami azelőtt Magyarországon ismeretlen volt.

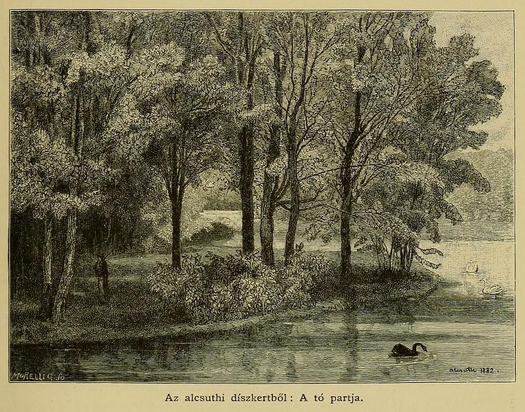
A tó partja, Morelli Gusztáv rajza (in: Az Osztrák-Magyar Monarchia írásban és képben. Magyarország első kötete. Bp, 1888. 461. old.)
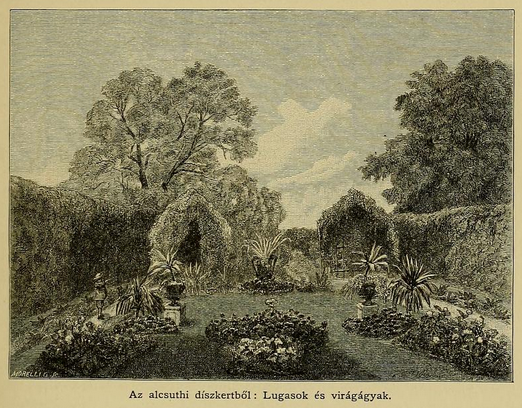
Lugasok és virágágyak (i. m. 463. old.)

## Növényvilág

A téli arborétum

Az arborétum főleg óriásira fejlett idős fáiról ismert, de szép elrendezése, az itt látható külföldi egzóta fák, cserjék is maradandó élményt nyújthatnak. Az arborétum fenyőgyűjteménye sok érdekességet, ritkaságot kínál – a hazai fajokon kívül messze földről ideszármazott érdekességeket is.
A virginiai borókák (Juniperus virginiana) közül a legnagyobb példány törzse a 200 cm körméretet is eléri. Ebből a fából ceruzákat is készítenek, ezért ceruzafenyőnek is hívják. A görög jegenyefenyők (Abies cephalonica) közül a legnagyobb törzsének átmérője 280 cm, de vannak itt nagy balzsamfenyők (Abies balsamea), szürkés-hamvas kolorádófenyők (Abies concolor), andalúziai jegenyefenyők (Abies pinsapo) és numídiai jegenyefenyő (Abies numidica) is. Lucfenyői között is találhatók itt érdekességek, mint a japán luc (Picea polita), vagy az ezüstös lombú szúrós luc (Picea pungens). A rövid tűjű, kanadai származású hemlokfenyő (Tsuga canadensis) tobozai feltűnően aprók. A duglászfenyő (Pseudotsuga menziesii) megdörzsölve kellemes narancsillatot áraszt. Itt található a kettős tűjű, sötétzöld feketefenyő (Pinus nigra) és az erdeifenyő (Pinus sylvestris) legnagyobb hazai példánya is: előbbi törzsének körmérete 275 cm, utóbbié 345 cm.
Az arborétumban levő tó szigetének különlegessége az észak-amerikai lombhullató mocsárciprus (Taxodium distichum), ami a talajból fölfelé álló, úgynevezett légzőgyökereket is fejleszt – ezek akár a fa tövétől 15 méterre is felbukkanhatnak. Az arborétum 2008-ban pályázatot nyújtott be a dísztó rekonstrukciójára, melynek során a tó partvédőművének felújítása, a tómeder kotrása, az eliszaposodás megakadályozása és a vízminőség javítása történt meg, a munkálatokra mintegy 200 millió forint áll rendelkezésre a 2009 és 2012-es időszak alatt.
A tuják (korábbi nevükön életfák) több faja is él az arborétumban. Közülük a legérdekesebbik az óriás tuja (Thuja plicata). Egyik, szépen fejlett példánya eléri a 230 cm törzskörméretet is. Alsó ágai a földre hajolva és ott legyökerezve "fiókákat" neveltek. Megtalálható még itt a kínai származású páfrányfenyő (Ginkgo biloba), az örökzöld mamutfenyő (Sequoia gigantea), a lombos fák közül a nagyméretű közönséges platán, boglárfa (juharlevelű platán, Platanus acerifolia) és a törökmogyoró (Corilus colurna) – utóbbinak 300 cm törzskörméretű példánya is van. Nő itt számos hárs, nyír, bükk és tölgyfa is, mint például a ritka magyar tölgy (Quercus frainetto).

### Tavaszi virágzás
Az arborétumban a tavaszi virágzás során megtekinthetőek az alábbi fajok:
- Bogláros szellőrózsa
- Odvas keltike
- Pettyegetett tüdőfű
- Szártalan kankalin
- Salátaboglárka
- Hunyor
- Ibolya
- Májvirág
- 7 hóvirágfaj, 24 fajtája

## Látnivalók

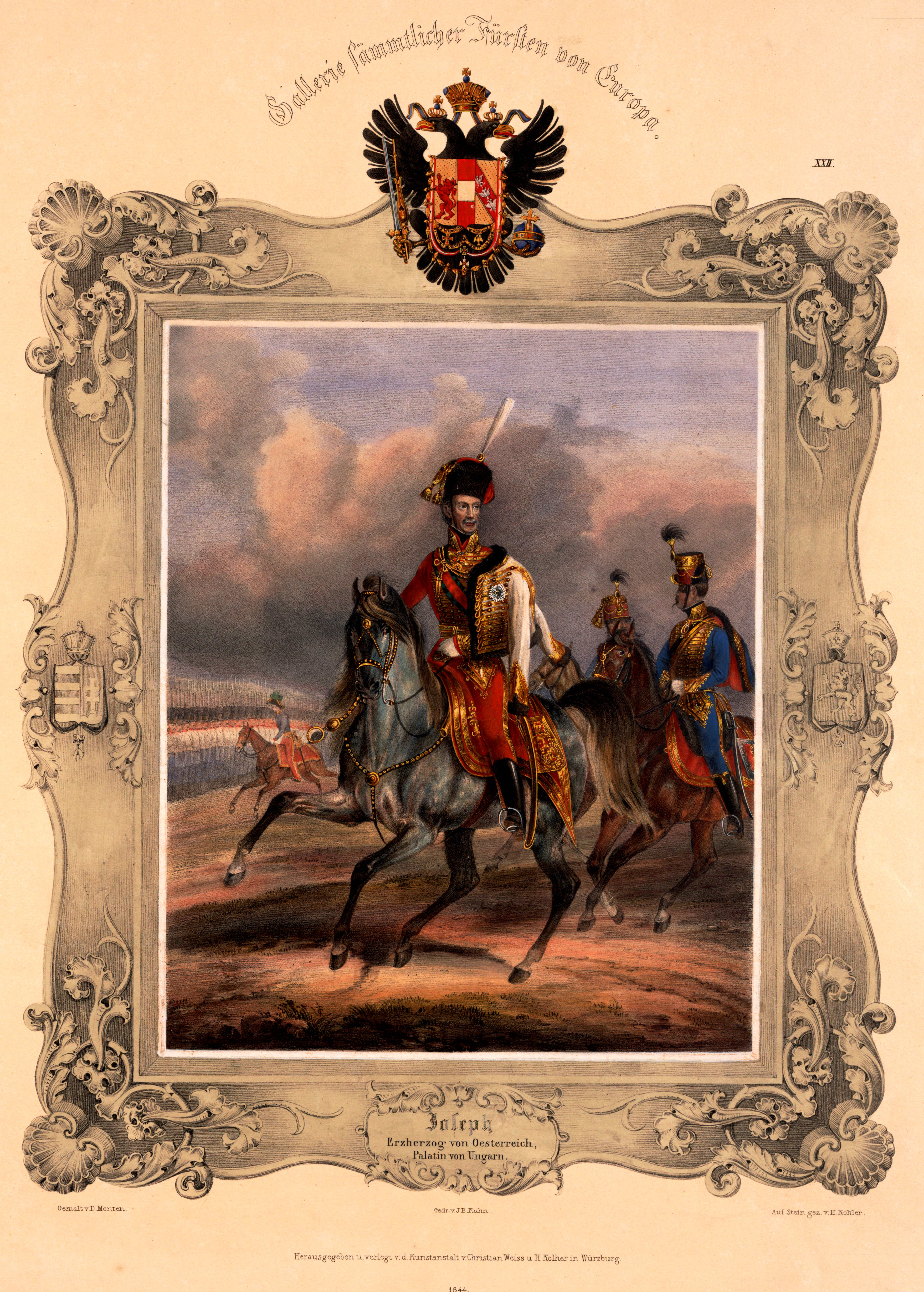
Az alapító, József nádor

Az igen ritka növényfajokon kívül az arborétum egyéb nevezetességei:
- Habsburg-kastély maradványai
- Kastélykápolna
- Pálmaházi romok
- Kutatóház
- Babaház
- Medveház
- Gloriette
- Grotta
- Oroszlános kút
- Koronás-híd
- Óriás platán
- Óriás tuja

## Galéria

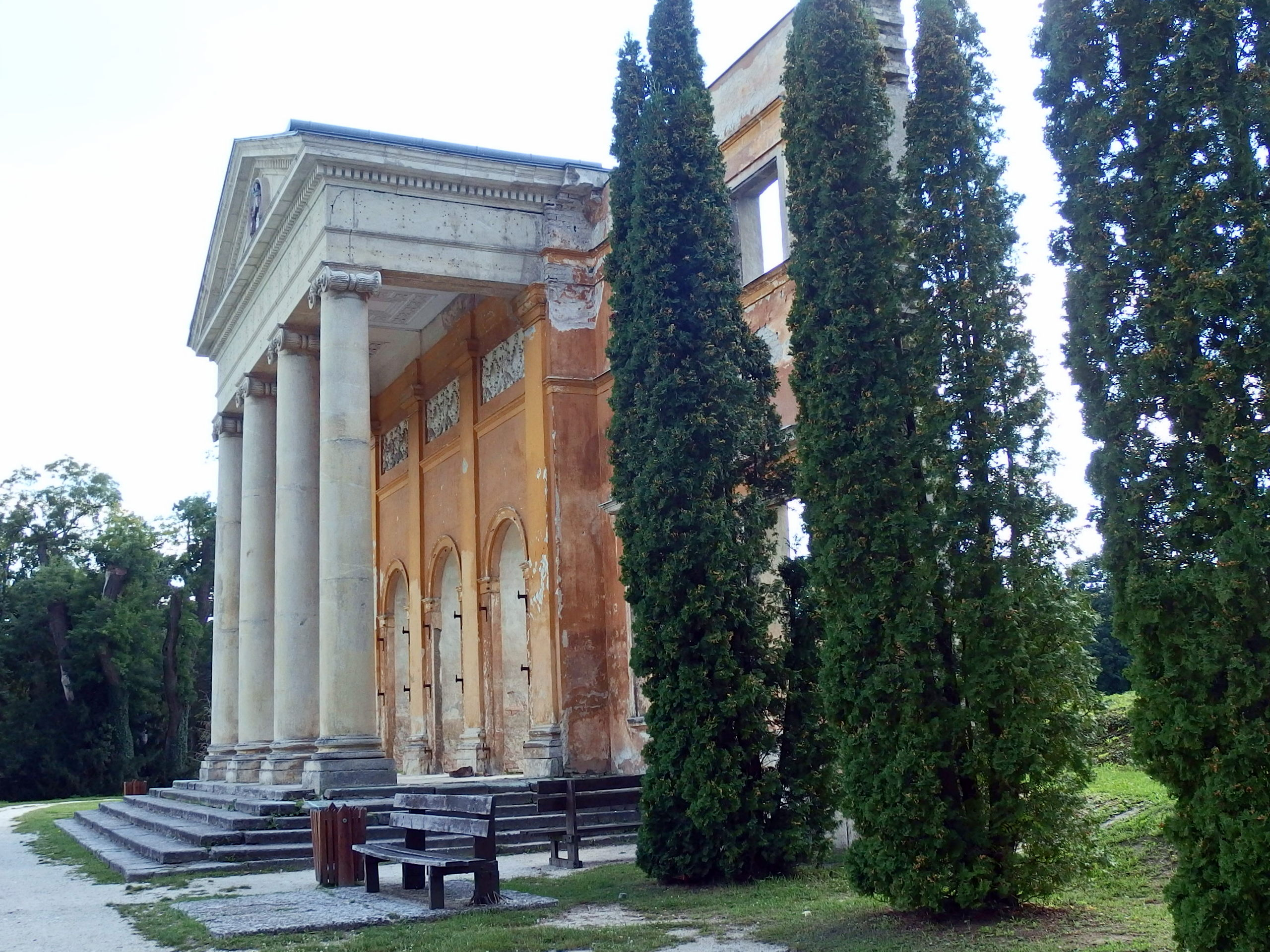
A kastély maradványa az arborétumban
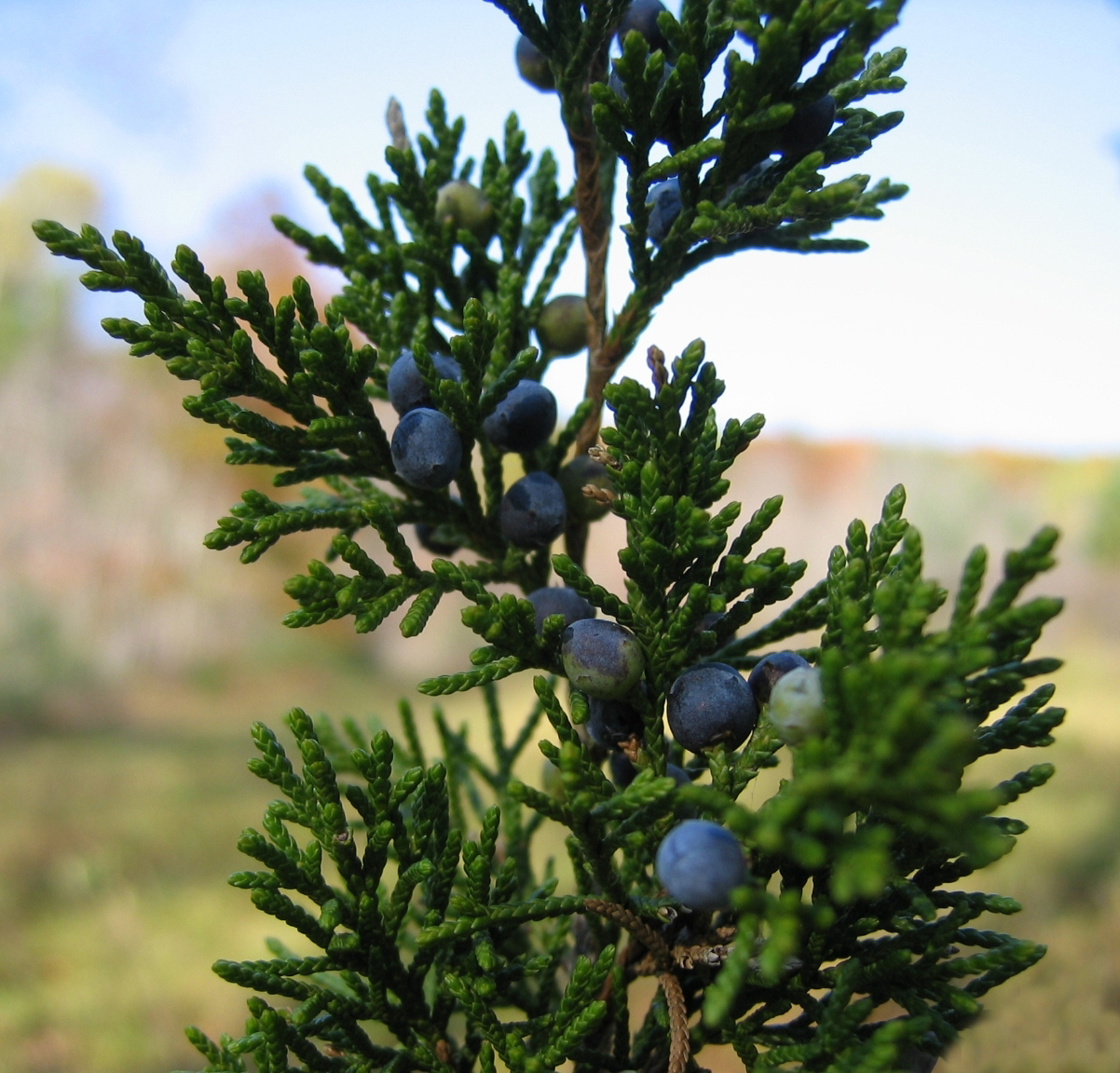
Virginiai borókafenyő ága és termése
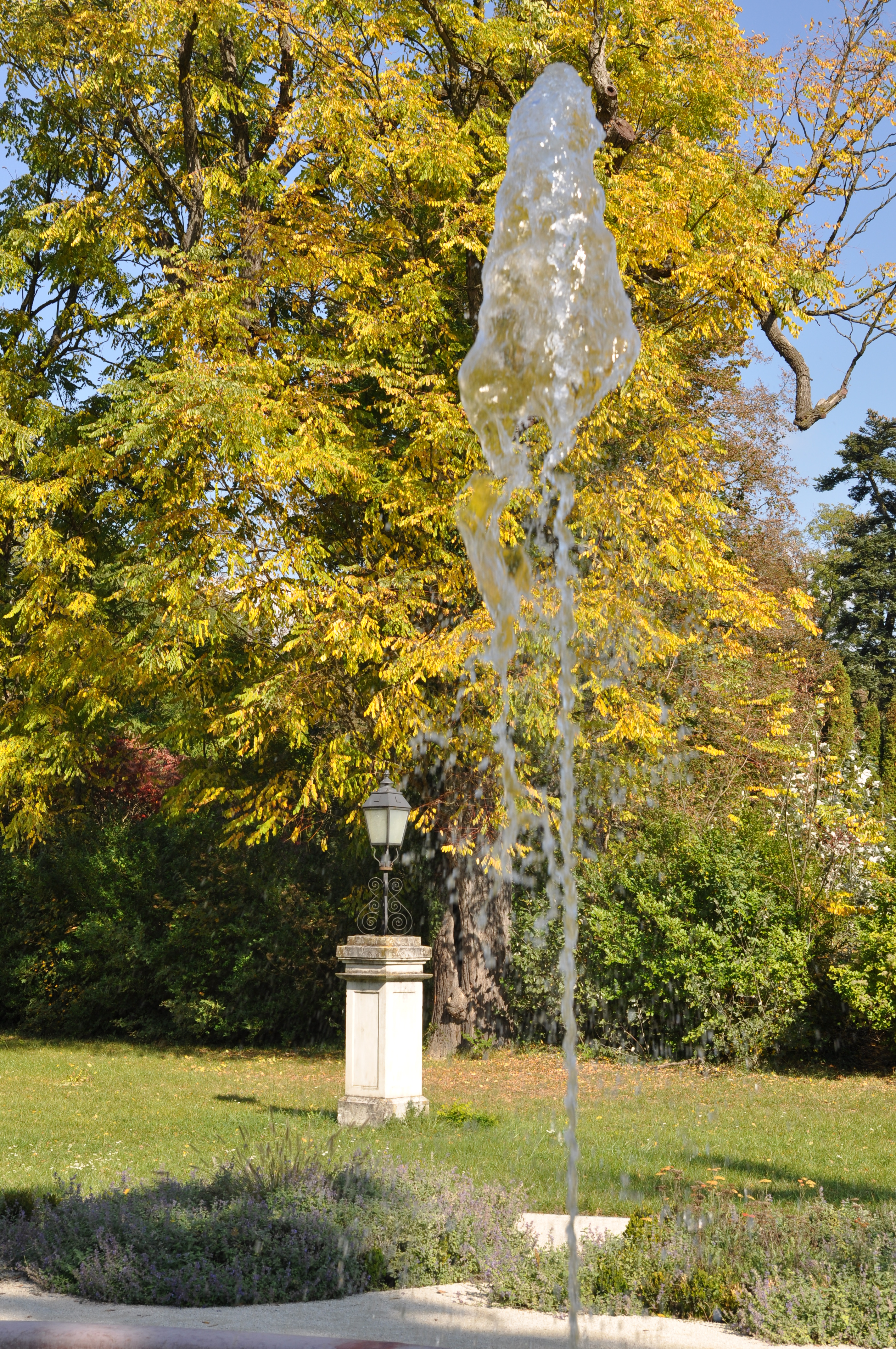
Szökőkút
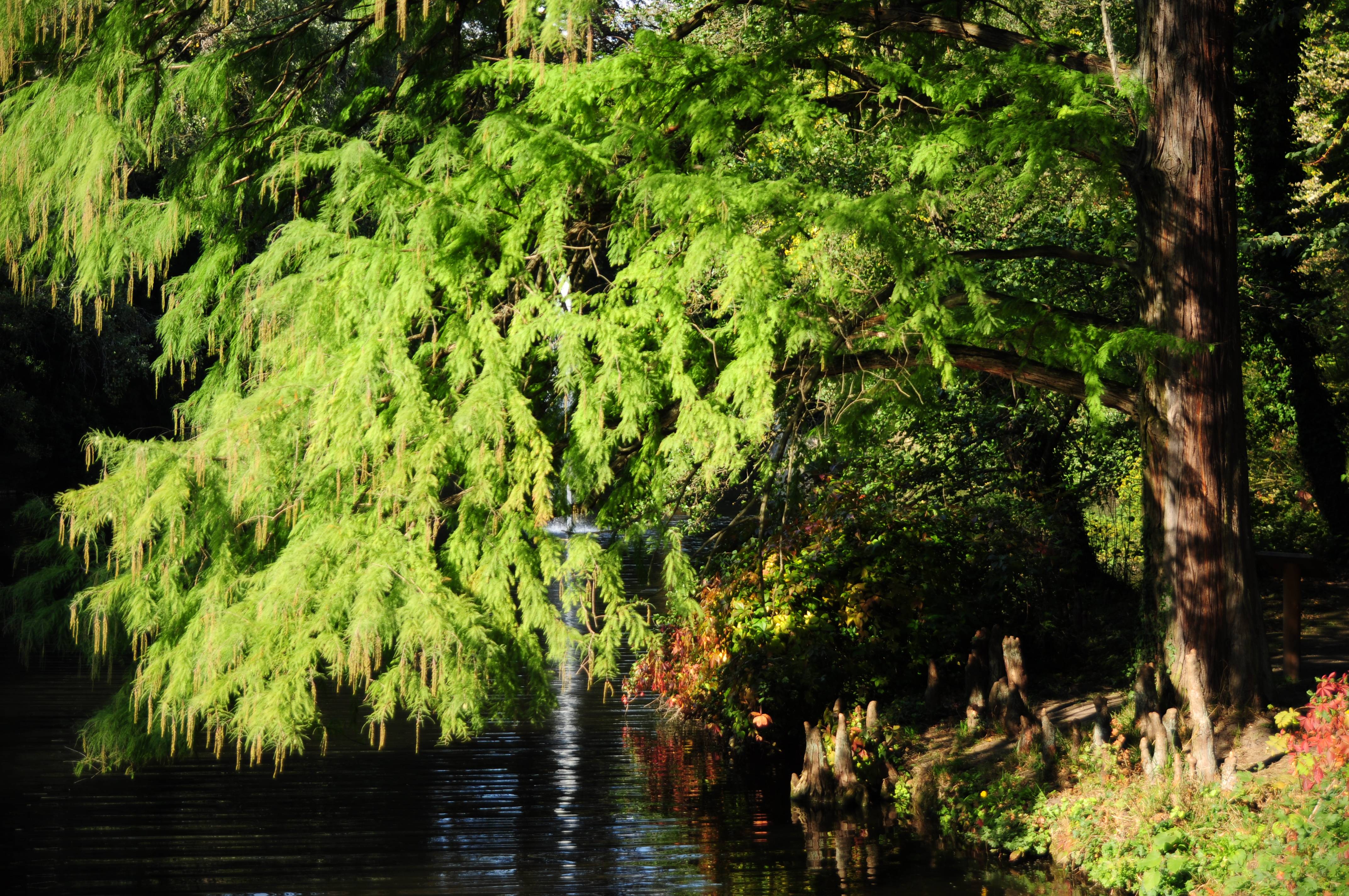
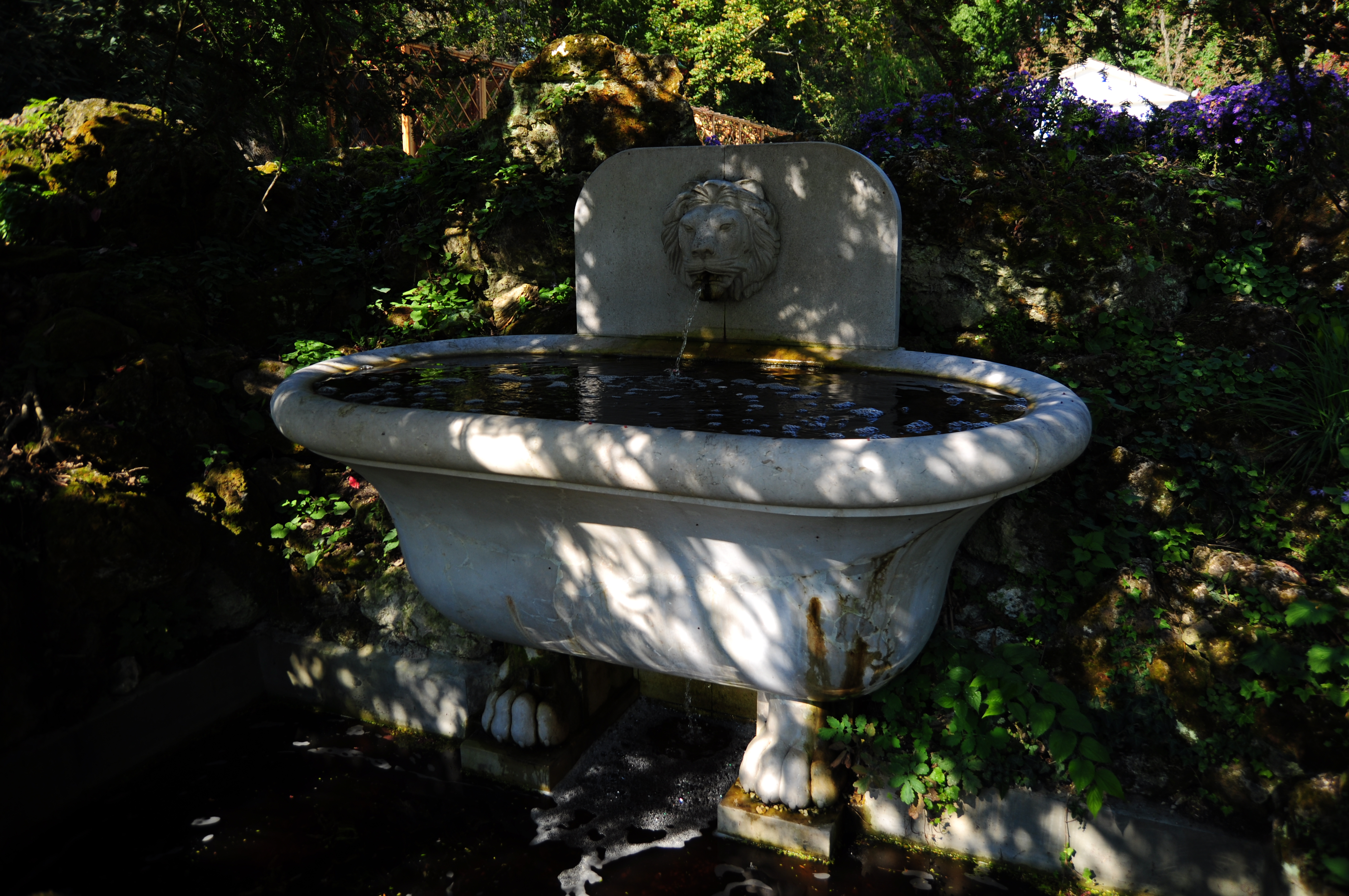
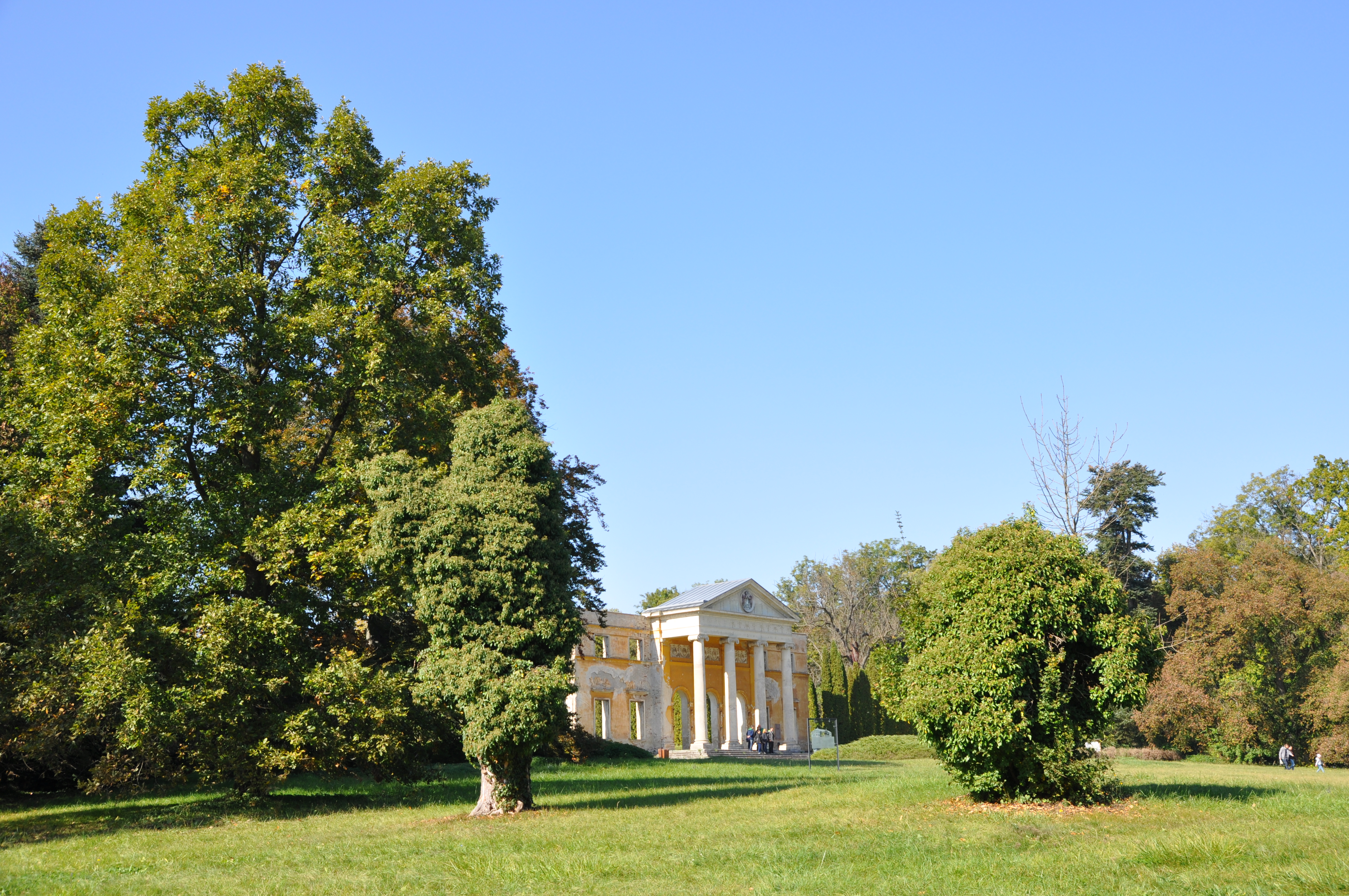
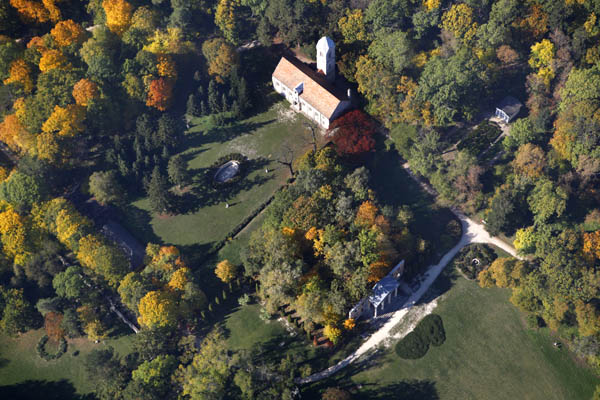
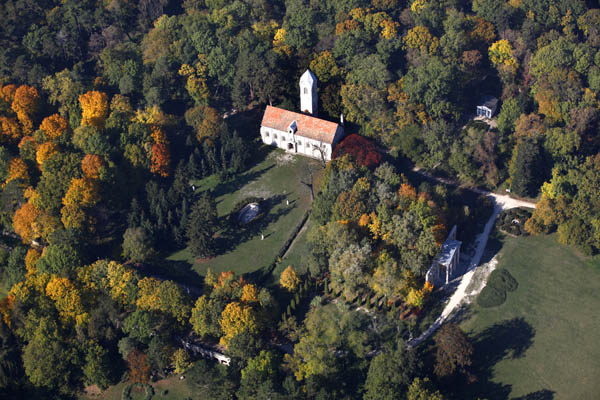
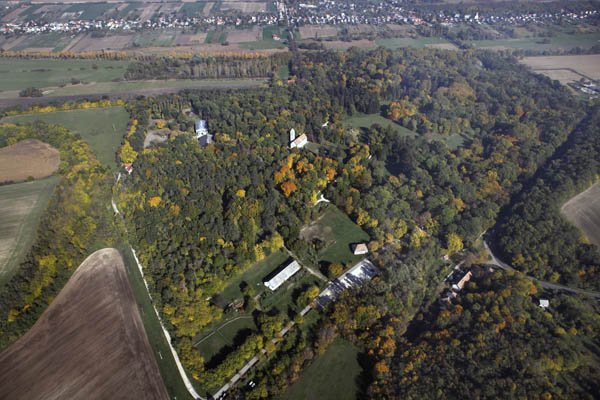
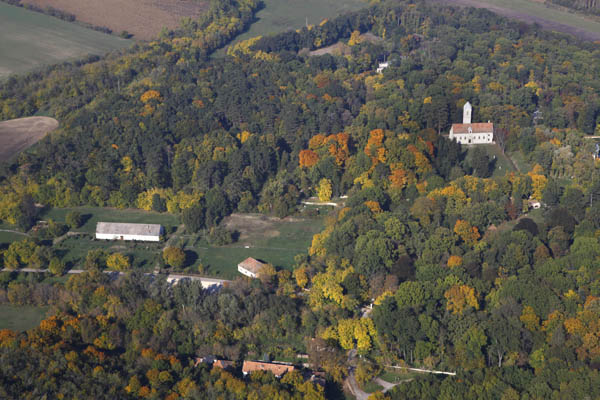